# Primnoisis formosa
Primnoisis formosa is een zachte koraalsoort uit de familie Isididae. De koraalsoort komt uit het geslacht Primnoisis. Primnoisis formosa werd in 1913 voor het eerst wetenschappelijk beschreven door Gravier. 